# Ачуїво
Ачуїво — село (раніше селище міського типу) в Слов'янському районі Краснодарського краю. Центр Ачуївського сільського поселення.
Населення — 479 мешканців (2002).
Ачуїво розташовано на гирлі Протока дельти Кубані, при впадінні її в Азовське море, за 57 км північно-західніше Слов'янська-на-Кубані.
Рибний завод, рибальство, центр «рибальського» туризму.
До складу Ачуївського сільського поселення крім села Ачуїво входить хутір Слободка (137 чол.).
Населення всього 663 осіб (2007).